# (14910) 1993 QR4
A (14910) 1993 QR4 a Naprendszer kisbolygóövében található aszteroida. Eric Walter Elst fedezte fel 1993. augusztus 18-án.